# Japán naptár

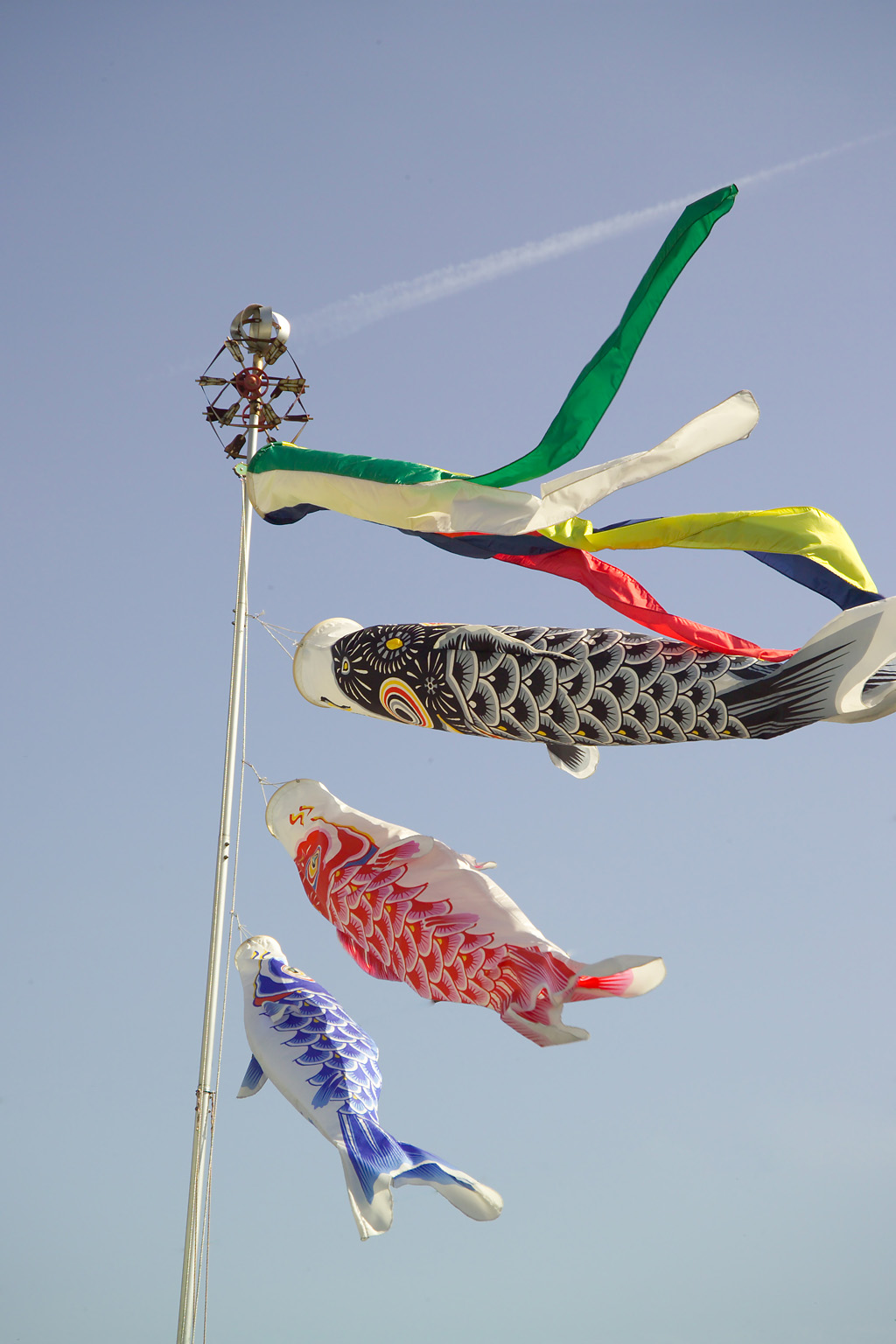
Gyermek Napon sokan készítenek Koinoborikat, koiponty alakú zászlókat

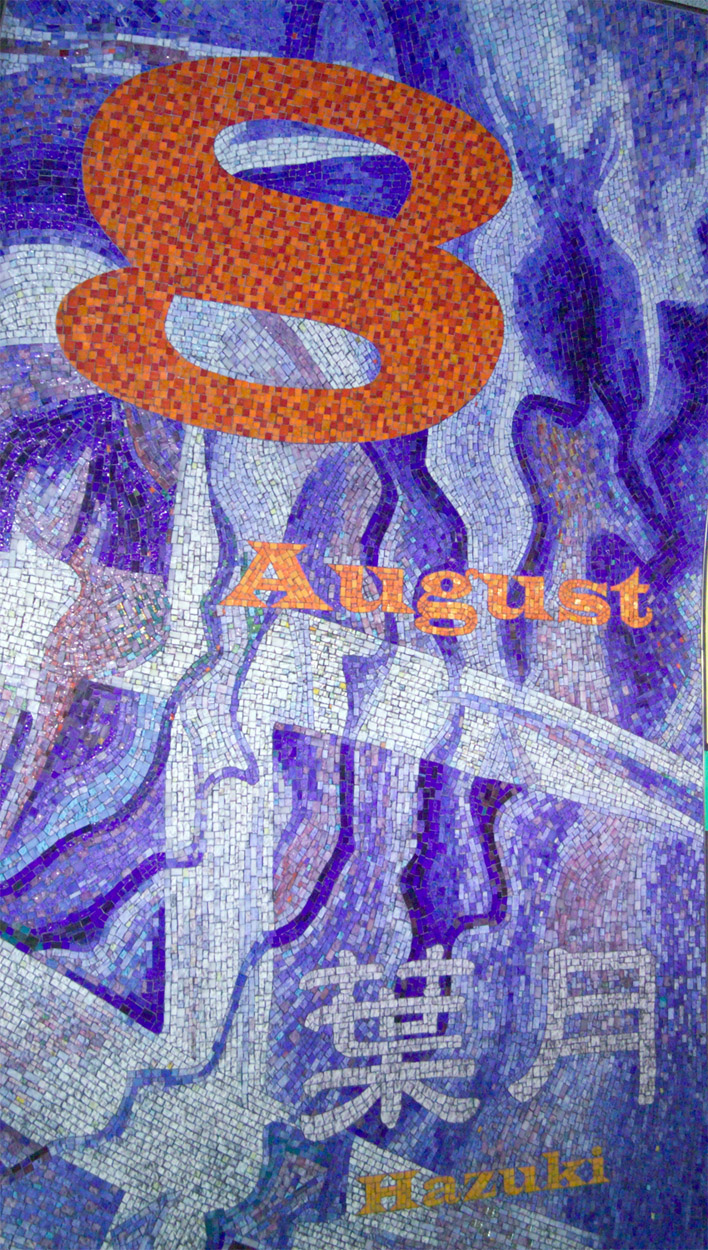
Hazuki, a nyolcadik hónap ünneplése a tokiói Csijoda metróvonal egyik állomásán

Japán 1873. január 1-je óta a Gergely-naptárt is használja, csak japán hónapnevekkel és javarészt rögzített ünnepnapokkal. Az 1873 előtti rendszer a kínai naptáron alapszik és hivatalos ügyekben mai napig használják.

## Évek
Az évek nyilvántartására a Gergely-naptárra térés óta három különböző rendszer használatos Japánban:
- A nyugati időszámítás (西暦, szeireki)
- A japán korszakok nevei alapján (年号, nengó) a korszak kezdete óta eltelt évek száma
- A Császári Év szerint (皇紀, kóki) Dzsinmu császár mitikus államalapításától számított (időszámításunk előtt 660)

Napjainkban ezek közül az első kettőt használják, a császári naptárat 1873-tól a második világháború végéig használták.

### Nengó
A többi kelet-ázsiai rendszerhez hasonlóan, a japán nengó rendszer is a kínai birodalom naptári szokásain alapszik. Fontos megjegyezni, hogy ennek ellenére független a kínai és koreai naptártól. A rendszert a mai napig használják, a hivatalos ügyintézésben általában nengó dátumot kérnek. Kínában időszámításunk előtt 140-ben kezdték használni a rendszert, Japán 645-ben vette át, Kótoku császár (孝徳天皇) uralkodása alatt. Az első korszakot Taika-nak nevezik (大化), emléket állítva ezzel a politikailag forradalmi változásokkal járó Taika reformnak (大化改新). A nengó használatát rövid ideig felfüggesztették a hetedik század második felében, de 701-től kezdve folyamatos használatban van.

#### A nengó használata a múltban
A Meidzsi-kor előtt udvari hivatalnokok döntöttek a korszakok neve felől, és ezek gyakran változtak. Általában új nengót kiáltottak ki egy vagy két évvel az új császár hatalomra kerülése után. Császárváltáson kívül a kínai hatvanéves ciklus két pontjánál is nevet változtattak (az első és az ötvennyolcadik évben), mert ezek áldásos éveknek számítottak a kínai asztrológia elvei szerint. Új korszakot nyitottak más üdvös események, illetve természeti katasztrófák esetén is.
A nevek utalnak a választásuk történelmi okaira, például a Wado (和銅) korszak a Nara-korban azért lett kikiáltva, mert rézleleteket találtak. A 和銅 jelek szó szerint a harmóniát és rezet jelentenek. A Heian korral kezdve konfuciusi gondolatokat tükröző korszaknevek jelentek meg, mint például Daido (大同), Konin (弘仁) és Tencso (天長). Egy nengó általában két kandzsiból áll, de a Nara korban néhány négy jelű is lett, feltehetően hogy kövesse az akkori kínai szokásokat. Japánban 247 korszak nevet tartanak számon Taikától a jelenleg tartó Heiszei-ig.

#### Nengó a modern Japánban
A Meidzsi császár hatalomra kerülésétől 1867 kialakult szokás szerint már csak új császár hatalomra kerülésekor nyílik új korszak. Ez a szokás 1979-ben törvényben rögzült.
A császárra halála után csak az uralkodása alatti korszak nevével illik hivatkozni. Például a 124. császár, Hirohito (裕仁), így Sóva Császár (昭和天皇) néven említhető.
A protokoll szerint a jelenleg uralkodó császárt nem illik a jelenlegi korszak nevével illetni, mert az a posztumusz neve.
A korszak első évét (元年 gannen) szorosan a császár trónra kerülésétől számítják. A Taisó császár 1926. december 25-én halt meg, ekkor lett Sóva Császár az uralkodó, így a Sóva első éve lényegében december utolsó napjait jelöli. 1989-ben meghalt a Sóva Császár, és elkezdődött a Heiszei korszak. 1989-nek tehát egyszerre két nengó dátum is megfelel: Sóva 64 és Heiszei Gannen. 1990 nengó alakban: Heiszei 2.

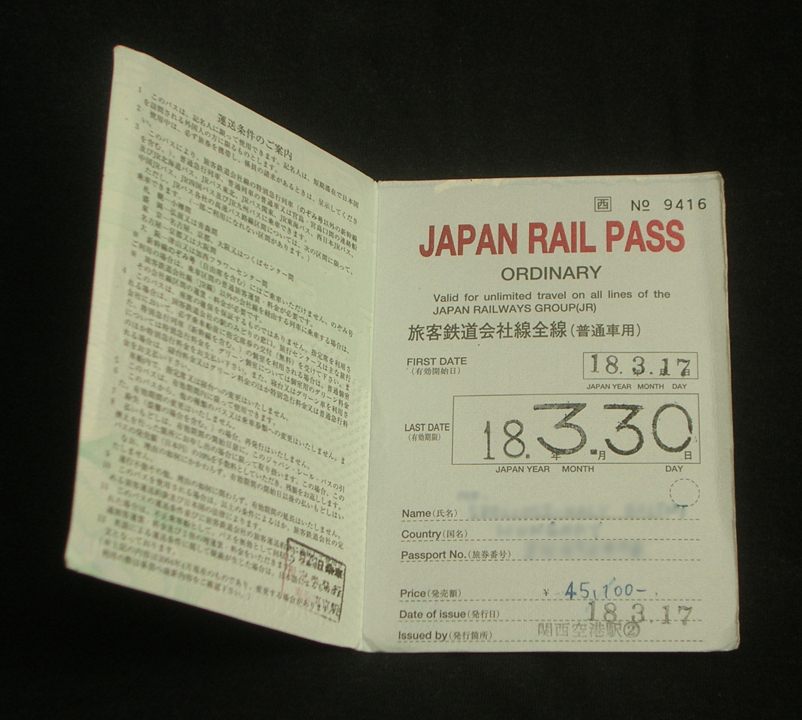
A hagyományos naptár használata egy 2006-os vonat bérleten. A nengó szerint a Heiszei 18. évében készült

### Átszámítás anengóés a Gergely-naptár között
Hogy megtudjuk, hogy egy japán év a Gergely-naptár melyik évének felel meg, először meg kell keresni a korszak nevét az alábbi listában, ebből ki kell vonni egyet és hozzáadni a japán évszámot. Például a Sóva korszak 23. éve nálunk 1948:
```
        1926 − 1 = 1925, majd 1925 + 23 = 
1948
.
```

### Japánnengókorszakok nevei
- 645 大化 Taika
- 650 白雉 Hakucsi
- 686 朱鳥 Sucsó
- 701 大宝 Taihó
- 704 慶雲 Keiun
- 708 和銅 Wadó
- 715 霊亀 Reiki
- 717 養老 Jóró
- 724 神亀 Dzsinki
- 729 天平 Tenpjó
- 749 天平感宝 Tenpjó-kanpó
- 749 天平勝宝 Tenpjó-sóhó
- 757 天平宝字 Tenpjó-hódzsi
- 765 天平神護 Tenpjó-Dzsingo
- 767 神護景雲 Dzsingo-keiun
- 770 宝亀 Hóki
- 781 天応 Tenó
- 782 延暦 Enrjaku
- 806 大同 Daidó
- 810 弘仁 Kónin
- 824 天長 Tencsó
- 834 承和 Dzsóva vagy Sóva vagy Szóva
- 848 嘉祥 Kadzsó
- 851 仁寿 Nindzsu
- 854 斉衡 Szaikó
- 857 天安 Tennan
- 859 貞観 Dzsógan
- 877 元慶 Gangjó vagy Gankjó vagy Genkei
- 885 仁和 Ninna
- 889 寛平 Kanpjó
- 898 昌泰 Sótai
- 901 延喜 Engi
- 923 延長 Encsó
- 931 承平 Dzsóhei vagy Sóhei
- 938 天慶 Tengjó
- 947 天暦 Tenrjaku
- 957 天徳 Tentoku
- 961 応和 Óva
- 964 康保 Kóhó
- 968 安和 Anna
- 970 天禄 Tenroku
- 973 天延 Ten'en
- 976 貞元 Dzsógen (első)
- 978 天元 Tengen
- 983 永観 Eikan
- 985 寛和 Kanna
- 987 永延 Eien
- 988 永祚 Eiszo
- 990 正暦 Sórjaku vagy Dzsórjaku vagy Sóreki
- 995 長徳 Csótoku
- 999 長保 Csóhó
- 1004 寛弘 Kankó (korszak)
- 1012 長和 Csóva (korszak)
- 1017 寛仁 Kannin
- 1021 治安 Dzsian
- 1024 万寿 Mandzsu
- 1028 長元 Csógen
- 1037 長暦 Csórjaku
- 1040 長久 Csókjú
- 1044 寛徳 Kantoku
- 1046 永承 Eisó (első) vagy Eidzsó vagy Jódzsó
- 1053 天喜 Tengi
- 1058 康平 Kóhei
- 1065 治暦 Dzsirjaku
- 1069 延久 Enkjú
- 1074 承保 Dzsóhó
- 1077 承暦 Dzsórjaku vagy Sórjaku vagy Sóreki
- 1081 永保 Eihó
- 1084 応徳 Ótoku
- 1087 寛治 Kandzsi (korszak)
- 1094 嘉保 Kahó
- 1096 永長 Eicsó
- 1097 承徳 Dzsótoku vagy Sótoku
- 1099 康和 Kóva (első)
- 1104 長治 Csódzsi
- 1106 嘉承 Kadzsó vagy Kasó vagy Kaszó
- 1108 天仁 Tennin (korszak)
- 1110 天永 Tenei
- 1113 永久 Eikjú
- 1118 元永 Genei
- 1120 保安 Hóan
- 1124 天治 Tendzsi
- 1126 大治 Daidzsi vagy Taidzsi
- 1131 天承 Tensó (első) vagy Tendzsó
- 1132 長承 Csósó vagy Csódzsó
- 1135 保延 Hóen
- 1141 永治 Eidzsi
- 1142 康治 Kódzsi (első)
- 1144 天養 Tenjó
- 1145 久安 Kjúan
- 1151 仁平 Ninpei vagy Ninpjó
- 1154 久寿 Kjúdzsu
- 1156 保元 Hógen
- 1159 平治 Heidzsi
- 1160 永暦 Eirjaku
- 1161 応保 Óhó
- 1163 長寛 Csókan
- 1165 永万 Eiman
- 1166 仁安 Ninnan
- 1169 嘉応 Kaó
- 1171 承安 Dzsóan
- 1175 安元 Angen
- 1177 治承 Dzsisó vagy Dzsidzsó
- 1181 養和 Jóva
- 1182 寿永 Dzsuei
- 1184 元暦 Genrjaku
- 1185 文治 Bundzsi
- 1190 建久 Kenkjú
- 1199 正治 Sódzsi
- 1201 建仁 Kennin
- 1204 元久 Genkjú
- 1206 建永 Kenei
- 1207 承元 Dzsógen
- 1211 建暦 Kenrjaku
- 1213 建保 Kenpó (korszak)
- 1219 承久 Dzsókjú
- 1222 貞応 Dzsóó (első)
- 1224 元仁 Gennin
- 1225 嘉禄 Karoku
- 1227 安貞 Antei
- 1229 寛喜 Kanki vagy Kangi
- 1232 貞永 Dzsóei
- 1233 天福 Tenpuku
- 1234 文暦 Bunrjaku
- 1235 嘉禎 Katei
- 1238 暦仁 Rjakunin
- 1239 延応 Enó
- 1240 仁治 Nindzsi
- 1243 寛元 Kangen
- 1247 宝治 Hódzsi
- 1249 建長 Kencsó
- 1256 康元 Kógen
- 1257 正嘉 Sóka
- 1259 正元 Sógen
- 1260 文応 Bunó
- 1261 弘長 Kócso
- 1264 文永 Bunei
- 1275 建治 Kendzsi
- 1278 弘安 Kóan (első)
- 1288 正応 Sóó
- 1293 永仁 Einin
- 1299 正安 Sóan
- 1302 乾元 Kengen
- 1303 嘉元 Kagen
- 1306 徳治 Tokudzsi
- 1308 延慶 Enkei vagy Enkjó
- 1311 応長 Ócsó
- 1312 正和 Sóva (első)
- 1317 文保 Bunpó
- 1319 元応 Genó
- 1321 元亨 Genkjó vagy Genkó
- 1324 正中 Sócsú
- 1326 嘉暦 Karjaku
- 1329 元徳 Gentoku
- 1331 元弘 Genkó
- 1334 建武 Kemmu vagy Kenmu

Déli udvar
- 1336 延元 Engen
- 1340 興国 Kókoku
- 1346 正平 Sóhei
- 1370 建徳 Kentoku
- 1372 文中 Buncsú
- 1375 天授 Tendzsu
- 1381 弘和 Kóva
- 1384 元中 Gencsú (Gencsú 9 Meitoku 3 lett az egyesítés után)

Északi udvar
- 1332 正慶 Sókei
- 1333 (Az északi udvar nem létezett 1333 és 1336 között)
- 1338 暦応 Rjakuó
- 1342 康永 Kóei
- 1345 貞和 Dzsóva
- 1350 観応 Kanó vagy Kannó
- 1352 文和 Bunna
- 1356 延文 Enbun
- 1361 康安 Kóan (második)
- 1362 貞治 Dzsódzsi
- 1368 応安 Óan
- 1375 永和 Eiva
- 1379 康暦 Kórjaku
- 1381 永徳 Eitoku
- 1384 至徳 Sitoku
- 1387 嘉慶 Kakei
- 1389 康応 Kóó
- 1390 明徳 Meitoku

Egyesítés
- 1394 応永 Óei
- 1428 正長 Sócsó
- 1429 永享 Eikjó
- 1441 嘉吉 Kakicu
- 1444 文安 Bunnan
- 1449 宝徳 Hótoku
- 1452 享徳 Kjótoku
- 1455 康正 Kósó
- 1457 長禄 Csóroku
- 1460 寛正 Kansó
- 1466 文正 Bunsó
- 1467 応仁 Ónin
- 1469 文明 Bunmei
- 1487 長享 Csókjó
- 1489 延徳 Entoku
- 1492 明応 Meió
- 1501 文亀 Bunki
- 1504 永正 Eishó
- 1521 大永 Daiei
- 1528 享禄 Kjóroku
- 1532 天文 Tenbun vagy Tenmon
- 1555 弘治 Kódzsi
- 1558 永禄 Eiroku
- 1570 元亀 Genki
- 1573 天正 Tensó – a korszak nevét Oda Nobunaga sugallta
- 1592 文禄 Bunroku
- 1596 慶長 Keicsó
- 1615 元和 Genna
- 1624 寛永 Kanei
- 1644 正保 Sóhó
- 1648 慶安 Keian
- 1652 承応 Dzsóó (második)
- 1655 明暦 Meireki
- 1658 万治 Mandzsi
- 1661 寛文 Kanbun
- 1673 延宝 Enpó
- 1681 天和 Tenna
- 1684 貞享 Dzsókjó
- 1688 元禄 Genroku
- 1704 宝永 Hóei
- 1711 正徳 Sótoku
- 1716 享保 Kjóhó
- 1736 元文 Genbun
- 1741 寛保 Kanpó
- 1744 延享 Enkjó
- 1748 寛延 Kanen
- 1751 宝暦 Hóreki
- 1764 明和 Meiva
- 1772 安永 Anei
- 1781 天明 Tenmei
- 1789 寛政 Kanszei
- 1801 享和 Kjówa
- 1804 文化 Bunka
- 1818 文政 Bunszei
- 1830 天保 Tenpó
- 1844 弘化 Kóka korszak
- 1848 嘉永 Kaei
- 1854 安政 Anszei
- 1860 万延 Manen
- 1861 文久 Bunkjú
- 1864 元治 Gendzsi
- 1865 慶応 Keió
- 1868 明治 Meidzsi
- 1912 大正 Taisó korszak
- 1926 昭和 Sóva (második)
- 1989 平成 Heiszei
- 2019 令和 Reiva

A császárok személyes nevének listája itt található : Japán császárainak listája.

### Történelmi korszakok
Fontos kiemelni, hogy a nengó korszakok mellett létezik egy történelmi perspektívájú besorolás is.
| Dátum                             | Korszak             | Alkorszak    |
| --------------------------------- | ------------------- | ------------ |
| i. e. 30000 – i. e. 10000         | Japán kőkorszak     |              |
| i. e. 10000 – i. e. 300           | Dzsómon-kor         |              |
| i. e. 900 – körülbelül i. sz. 250 | Jajoi-kor           |              |
| körülbelül 250 – 538              | Kofun-kor           |              |
| 538 – 710                         | Aszuka-kor          |              |
| 710 – 794                         | Nara-kor            |              |
| 794 – 1185                        | Heian-kor           |              |
| 1185 – 1333                       | Kamakura-kor        |              |
| 1333 – 1336                       | Kemmu-restauráció   |              |
| 1336 – 1392                       | Muromacsi-kor       | Nambokucsó   |
| 1392 – 1573                       | Muromacsi-kor       | Szengoku-kor |
| 1573 – 1603                       | Azucsi–Momojama-kor | Szengoku-kor |
| 1600 – 1867                       | Edo-kor             |              |
| 1868 – 1912                       | Meidzsi-kor         |              |
| 1912 – 1926                       | Taisó-kor           |              |

## Hónapok
A japán hónapok jelentése szó szerint első hónap, második hónap stb. A számot a -gacu (hónap) szóval (affixummal) toldják meg:
- Január – 一月 (icsigacu)
- Február – 二月 (nigacu)
- Március – 三月 (szangacu)
- Április – 四月 (sigacu)
- Május – 五月 (gogacu)
- Június – 六月 (rokugacu)
- Július – 七月 (nanagacu)
- Augusztus – 八月 (hacsigacu)
- Szeptember – 九月 (kugacu)
- Október – 十月 (dzsúgacu)
- November – 十一月 (dzsúicsigacu)
- December – 十二月 (dzsúnigacu)

Emellett minden hónapnak van egy hagyományos neve, melyet napjainkban is használnak bizonyos területeken, mint például a költészetben. A tizenkettő közül a sivaszu szélesebb körben is használatos. Egy levél első bekezdése vagy egy beszéd köszöntője is utalhat ezekkel a vonatkozó évszakra. Némelyiket felhasználhatját nők nevében, mint például jajoi és szacuki. Felbukkanhatnak korhű filmekben is.
A hónapok hagyományos nevei (kiejtésük és szó szerinti jelentésük):
- Január – 睦月 (mucuki – gyengédség hónap);
- Február – 如月 vagy 衣更着 (kiszaragi vagy kinuszaragi – ruhaváltás);
- Március – 弥生 (jajoj – új élet);
- Április – 卯月 (uzuki – u-no-hana hónap [az u-no-hana egy virág, a Deutzia fajból]);
- Május – 皐月 vagy 早月 vagy 五月(szacuki – gyors hónap);
- Június – 水無月 (minacuki – a víz hónapja);
- Július – 文月 (fumizuki – könyv hónap);
- Augusztus – 葉月 (hazuki – levél hónap);
- Szeptember – 長月 (nagacuki – hosszú hónap);
- Október – 神無月 (kaminazuki vagy kannazuki – hónap istenek nélkül), 神有月 vagy 神在月 (kamiarizuki – hónap istenekkel  [csak a Izumo tartományban használatos, ahol úgy vélik, hogy az istenek októberben az ún. Izumo szentélynél gyűlnek össze]);
- November – 霜月 (simocuki – jégvirág hónap);
- December – 師走 (sivaszu – pap futás [elnevezését az év végi áldozatait és imáit végző papról kapta]).

## A hónap felosztásai
Japán a nyugati naptárral összehangolt hétnapos heteket tart. A hétnapos hét intézménye időszámításunk szerint 800 körül került Japánba. A napok nevei szoros kapcsolatban állnak egyes Nyugat-európai országokban használatos nevekkel (lásd a táblázatot). A rendszert asztrológián kívül nem sokra használták 1876-ig, nem sokkal a nyugati naptár bevezetése utánig. Jukicsi Fukuzava kulcsszerepet töltött be abban a döntésben, hogy ez a rendszer legyen az alapja a hét napjai hivatalos elnevezésének. A napok a látható bolygók alapján lettek elnevezve, melyek a kínai filozófia öt eleméből kapták nevüket, valamint a Hold és Nap után (yin és yang).
| Japánul | Kiejtés   | Elem      | Magyarul  |
| ------- | --------- | --------- | --------- |
| 日曜日  | nicsijóbi | Nap       | Vasárnap  |
| 月曜日  | gecujóbi  | Hold      | Hétfő     |
| 火曜日  | kajóbi    | Tűz       | Kedd      |
| 水曜日  | szuijóbi  | Víz       | Szerda    |
| 木曜日  | mokujóbi  | Fa        | Csütörtök |
| 金曜日  | kinjóbi   | Fém/Arany | Péntek    |
| 土曜日  | dojóbi    | Föld      | Szombat   |

Japánban szokás háromfelé osztani a hónapot, nagyjából 10 napos időszakokra. Mindegyiket dzsunnak nevezik (旬). Az első dzsódzsun (上旬); a második, csúdzsun (中旬); az utolsó, gedzsun (下旬). Ezek gyakran hozzávetőleges időpontokat jelölnek, például: "a hőmérséklet jellemző április dzsódzsunjára [elejére]"; "a törvénytervezetről e hónap gedzsunja [vége] közben szavaznak".

## A hónap napjai
A hónap minden napjának külön neve van :
| 1  | 一日   | cuitacsi (néha icsidzsicu) | 17 | 十七日   | dzsúsicsinicsi            |
| 2  | 二日   | fucuka                     | 18 | 十八日   | dzsúhacsinicsi            |
| 3  | 三日   | mikka                      | 19 | 十九日   | dzsúkunicsi               |
| 4  | 四日   | jokka                      | 20 | 二十日   | hacuka (néha nidzsúnicsi) |
| 5  | 五日   | icuka                      | 21 | 二十一日 | nidzsúicsinicsi           |
| 6  | 六日   | muika                      | 22 | 二十二日 | nidzsúninicsi             |
| 7  | 七日   | nanoka, nanuka             | 23 | 二十三日 | nidzsúszannicsi           |
| 8  | 八日   | jóka                       | 24 | 二十四日 | nidzsújokka               |
| 9  | 九日   | kokonoka, kokonuka         | 25 | 二十五日 | nidzsúgonicsi             |
| 10 | 十日   | tóka                       | 26 | 二十六日 | nidzsúrokunicsi           |
| 11 | 十一日 | dzsúicsinicsi              | 27 | 二十七日 | nidzsúsicsinicsi          |
| 12 | 十二日 | dzsúninicsi                | 28 | 二十八日 | nidzsúhacsinicsi          |
| 13 | 十三日 | dzsúszannicsi              | 29 | 二十九日 | nidzsúkunicsi             |
| 14 | 十四日 | dzsújokka                  | 30 | 三十日   | szandzsúnicsi             |
| 15 | 十五日 | dzsúgonicsi                | 31 | 三十一日 | szandzsúicsinicsi         |
| 16 | 十六日 | dzsúrokunicsi              |    |          |                           |

A hagyományos naptár szerint 30-a volt a hónap utolsó napja, melyre még használatos a 晦日 miszoka elnevezés is, bár a szandzsúnicsi szélesebb körben ismert és elfogadott. Az év utolsó napja 大晦日 omiszoka (szó szerint „a nagy harmincadik nap”), ami jelenleg is használatos.

## Nemzeti ünnepek
Amennyiben egyetlen nap van két nemzeti ünnep között, akkor az is szünnap lesz. Ilyen május 4., ami minden évben szünnap. Amikor egy nemzeti ünnep vasárnapra esik, akkor a következő nem ünnepnapot, általában hétfőt, veszik ki ünnepelni.
| Dátum                       | Neve                       | Japán neve   | Kiejtés             |
| --------------------------- | -------------------------- | ------------ | ------------------- |
| Január 1.                   | Japán Újév                 | 元日         | Gandzsicu           |
| Január második hétfője      | Felnőttéválás napja        | 成人の日     | Szeidzsin no hi     |
| Február 11.                 | Nemzet alapítás napja †    | 建国記念の日 | Kenkoku kinen no hi |
| Március 20. vagy 21.        | Tavaszi nap-éj egyenlőség  | 春分の日     | Sunbun no hi        |
| Április 29.                 | Sóva nap *                 | 昭和の日     | Sóva no hi          |
| Május 3.                    | Az Alkotmány Napja *       | 憲法記念日   | Kenpó kinenbi       |
| Május 4.                    | Zöld nap *                 | みどりの日   | Midori no hi        |
| Május 5.                    | Gyermeknap *               | 子供の日     | Kodomo no hi        |
| Július harmadik hétfője     | Tenger nap                 | 海の日       | Umi no hi           |
| Szeptember harmadik hétfője | Idősek tiszteletének napja | 敬老の日     | Keiró no hi         |
| Szeptember 23. vagy 24.     | Őszi nap-éj egyenlőség     | 秋分の日     | Súbun no hi         |
| Október második hétfője     | Egészség és sport napja    | 体育の日     | Taiiku no hi        |
| November 3.                 | Kultúra napja              | 文化の日     | Bunka no hi         |
| November 23.                | Hálaadás a munkáért nap    | 勤労感謝の日 | Kinró kansa no hi   |
| December 23.                | A császár születésnapja    | 天皇誕生日   | Tennó tandzsóbi     |

† A hagyomány szerint ezen a napon alapította Dzsinmu császár Japánt i. e. 660-ban.
* A japán arany-hét része

### A japán nemzeti ünnepek alakulása
- 1948 – A következő ünnepeket vezették be: Újév napja, Felnőttéválás napja, Az Alkotmány Napja, Gyermeknap, Őszi napéjegyenlőség, Kultúra napja, Hálaadás a munkáért nap.
- 1966 – Egészség és sport napja az 1964. évi tokiói olimpiai játékok emlékére lett bevezetve. A tavaszi napéjegyenlőség is ekkor lett nemzeti ünnep.
- 1985 – A nemzeti ünnepeket szabályzó törvény reformja által szabadnap lett a két nemzeti ünnep közé ékelt május 4.
- 1989 – Elhunyt Sóva császár január 7-én, helyét Akihito császár vette át, ezért a császár születésnapja átkerült december 23-ára. Sóva császár születésnapját átnevezték zöld nappá.
- 2000, 2003 – A Happy Monday System (ハッピーマンデー制度 Happī Mandē Seido) több ünnepet áttett hétfőre. 2000-től kezdve: Felnőttéválás napja (korábban január 15.), és az Egészség és sport napja (korábban október 10.). 2003-tól: a Tenger nap (korábban július 20.), és Idősek tiszteletének napja (korábban szeptember 15.).
- 2005, 2007 – Egy 2005 májusában hozott döntés értelmében 2007-től a Zöld Nap átkerül április 29-éről május 4-ére, az általános szabadnap helyére, amit az 1985-ös reform során vezettek be. Április 29-ét átnevezik Sóva napra.
- 2009 – Szeptember 22. két ünnepnap közé kerülhet, ezért nemzeti ünnepnapnak számíthat.

## Szezonális napok
Némely napnak külön nevet adnak, hogy jelezzék az évszakok változását. 24 Szekki (二十四節気 Nidzsúsi szekki) huszonnégy egyenlő részre osztja a nap/hold naptárat, gyűjtőneve a Zasszecu (雑節). 72 Kó (七十二候 Sicsidzsúni kó) napok még tovább osztja a 24-et hárommal. Ezek közül némelyiket még manapság is használják, mint például Sunbun, Rissú és Todzsi.

### A 24 Szekki
- Rissun (立春): Február 4. – tavasz kezdete
- Uszui (雨水): Február 19.
- Keicsicu (啓蟄): Március 5. – felébrednek a téli álmot alvó rovarok
- Sunbun (春分): Március 20. – tavaszi nap-éj-egyenlőség, tavasz közepe
- Szeimei (清明): Április 5.
- Kokuu (穀雨): Április 20.
- Rikka (立夏): Május 5. – nyár kezdete
- Sóman (小満): Május 21.
- Bósu (芒種): Június 6.
- Gesi (夏至): Június 21. – nyári napforduló, nyár közepe
- Sóso (小暑): Július 7.
- Taiso (大暑): Július 23.
- Rissú (立秋): Augusztus 7. – ősz kezdete
- Soso (処暑): Augusztus 23.
- Hakuro (白露): Szeptember 7.
- Súbun (秋分): Szeptember 23. – őszi nap-éj-egyenlőség, ősz közepe
- Kanro (寒露): Október 8.
- Sókó (霜降): Október 23.
- Rittó (立冬): November 7. – tél kezdete
- Sósecu (小雪): November 22.
- Taisecu (大雪): December 7.
- Tódzsi (冬至): December 22. – téli napforduló, tél közepe
- Sókan (小寒): Január 5. – másik nevén 寒の入り (Kan no iri)
- Daikan (大寒): Január 20.

A dátumok ±1 nappal változhatnak. Lásd még a kínai Jieqit.

### Zasszecu
| Nap                             | Kandzsi    | Romadzsi        | Magyar átírás     | Megjegyzés                                                                |
| ------------------------------- | ---------- | --------------- | ----------------- | ------------------------------------------------------------------------- |
| Január 17.                      | 冬の土用   | Fuyu no doyō    | Fuju no dojó      |                                                                           |
| Február 3.                      | 節分       | Setsubun        | Szecubun          | Egyik definíció szerint a Russun előestje.                                |
| Március 21.                     | 春社日     | Haru shanichi   | Haru sanicsi      | Más néven 春社 (Harusa, Sunsa).                                           |
| Március 18. – Március 24.       | 春彼岸     | Haru higan      | Haru higan        | A Sunbun körüli hét nap.                                                  |
| Április 17.                     | 春の土用   | Haru no doyō    | Haru no dojó      |                                                                           |
| Május 2.                        | 八十八夜   | Hachijū hachiya | Hacsidzsú hacsija | Szó szerinti jelentése: 88 éjszaka (Rissun óta).                          |
| Június 11.                      | 入梅       | Nyūbai          | Nyúbai            | Szó szerint belép a cuju, azaz a monszun, az esős évszak.                 |
| Július 2.                       | 半夏生     | Hangeshō        | Hangesó           | A 72 Kó egyike. Egyes területeken 5 nap szabadságot kapnak a földművelők. |
| Július 15.                      | 中元       | Chūgen          | Csúgen            | Néha Zassecunak számít.                                                   |
| Július 20.                      | 夏の土用   | Natsu no doyō   | Nacu no dojó      |                                                                           |
| Szeptember 1.                   | 二百十日   | Nihyaku tōka    | Nihjaku tóka      | Szó szerint 210 nap (Rissun óta).                                         |
| Szeptember 11.                  | 二百二十日 | Nihyaku hatsuka | Nihjaki hacuka    | Szó szerint 220 nap.                                                      |
| Szeptember 20. – Szeptember 26. | 秋彼岸     | Aki higan       | Aki higan         |                                                                           |
| Szeptember 22.                  | 秋社日     | Aki shanichi    | Aki sanicsi       | Más néven 秋社 (Akisa, Súsa).                                             |
| Október 20.                     | 秋の土用   | Aki no doyō     | Aki no dojó       |                                                                           |

Sanicsi dátumok akár ±5 nappal is változhatnak. A Csúgen fix napon van. Minden más nap változhat ±1 nappal.
Néhány zasszecu több évszakban is van:
- Szecubun (節分) Az évszakok (Rissun, Rikka, Risú és Rittó) beköszöntése előtti nap, általában a Rissun előtti nap.
- Doyó (土用) az évszakok előtti 18 napot jelenti.
- Higan (彼岸) ősz és tavasz középső hét napját jelenti. Sunbun a tavaszi hét nap közepén van és ennek megfelelően Súbun az őszi időszak közepe.

## Szezonális fesztiválok
Az alábbiak a szezonális fesztiválok (japánul 節句 szekku, illetve 五節句 go szekku). A szekkuk hivatalos ünnepnapok voltak az Edo korszakban.
1. Január 7. (1/7) – 人日 (Dzsindzsicu), 七草の節句 (Nanakusza no szekku) A hét gyógynövény ünnepe
2. Március 3. (3/3) – 上巳 (Dzsósi, Dzsómi), 桃の節句 (Momo no szekku)
雛祭り (Hina macuri), Lányok napja.
3. Tango (端午): Május 5. (5/5)
  - 端午の節句 (Tango no szekku), 菖蒲の節句 (Ayame no szekku)
  - Fiúk Napja, átfedésben van a Gyermekek Napjával.
4. Július 7. (7/7) – 七夕 (Sicsiszeki, Tanabata), 星祭り (Hosi macuri)
5. Szeptember 9. (9/9) – 重陽 (Csóyó), 菊の節句 (Kiku no szekku)

Nem szekku:
- Január 1. – Japán Új Év
- Augusztus 13–15. – Obon
- December 31. – Ómiszoka

## Április elseje
Április elseje különleges jelentőséggel bír Japánban. Ezzel a nappal lép életbe a kormány éves költségvetése. Vállalatok gyakran igazodnak ehhez, továbbá gyakori dátum a cégalapításhoz és fuzionáláshoz is. Sokan ezen a napon kezdenek új állásban, valamint gyakorta ezzel a nappal indul a lakás bérlemény is. Japánban április elsején indul a tanév.

## Külső hivatkozások
- Japán naptár táblázatok, asztrológiai jelek, kandzsi, hiragana, romadzsi írással és angol nyelven,
- A japán naptár történelme. A japán Országgyűlés könyvtárának honlapja
- A hold naptár Japánban
- Kojomi no page Archiválva 2011. július 22-i dátummal a Wayback Machine-ben Japán nyelvű oldal
- Kojomi no hanasi Japán nyelvű oldal
- Rokujó számológép Japán nyelvű oldal
- Gergely naptár dátumait Japán dátumokká alakítja
- NengoCalc (eszköz a japán naptárak közötti átszámításra)
- Egy másik eszköz a japán naptárak közötti átszámításra